# ولادة المرأة
الولادة هي عملية خروج الجنين الناضج القابل للحياة خارج رحم الأم. وهي معروفة أيضًا باسم المخاض، أو أحداث الولادة، هو تتويج لفترة الحمل مع ولادة واحد أو أكثر من الأطفال حديثي الولادة من رحم الأم. تقسم الولادة الطبيعية إلى ثلاث مراحل من المخاض: قصر واتساع عنق الرحم، نزول وولادة الطفل، وخروج المشيمة.
لا يعرف العلم حتى الآن ما هو العامل الذي يبدأ عملية الولادة، وإن كان الاعتقاد السائد هو أن الهرمونات التي تفرزها مشيمة الجنين لها دور أساسي في تحفيز تلك العملية.
متوسط فترة حمل الإنسان هي 40 أسبوعاً.
كل عام يموت حوالي 0.5 مليون امرأة بسبب الحمل والولادة، 7 ملايين لديها مضاعفات خطيرة على المدى الطويل، و 50 مليون لديهن نتائج سلبية بعد الولادة. معظم هذه المشاكل تحدث في الدول النامية.

## العلامات والأعراض
من أبرز علامات المخاض هي موجات التقلص القوية التي تساعد على نقل الرضيع أسفل قناة الولادة. مستويات الشدة التي تم تسجيلها من نساء على وشك الولادة اختلفت على نطاق واسع. ظاهرياً تتأثر بالخوف ومستويات القلق، خبرة من ولادة سابقة، أفكار المجتمع عن الولادة والألم، الحركة أثناء المخاض، وتلقي الدعم خلال فترة المخاض. توقعات شخصية، مقدار الدعم من مقدمي الرعاية، نوعية العلاقة بين مقدمي الرعاية والمرضى، والمشاركة في صنع القرار هو الأكثر أهمية عن رضا المرأة مع تجربتها للولادة من العوامل الأخرى مثل العمر، الحالة الاجتماعية والاقتصادية، العرق، البيئة الفيزيائية، الألم، عدم الحركة والتداخلات الطبية.

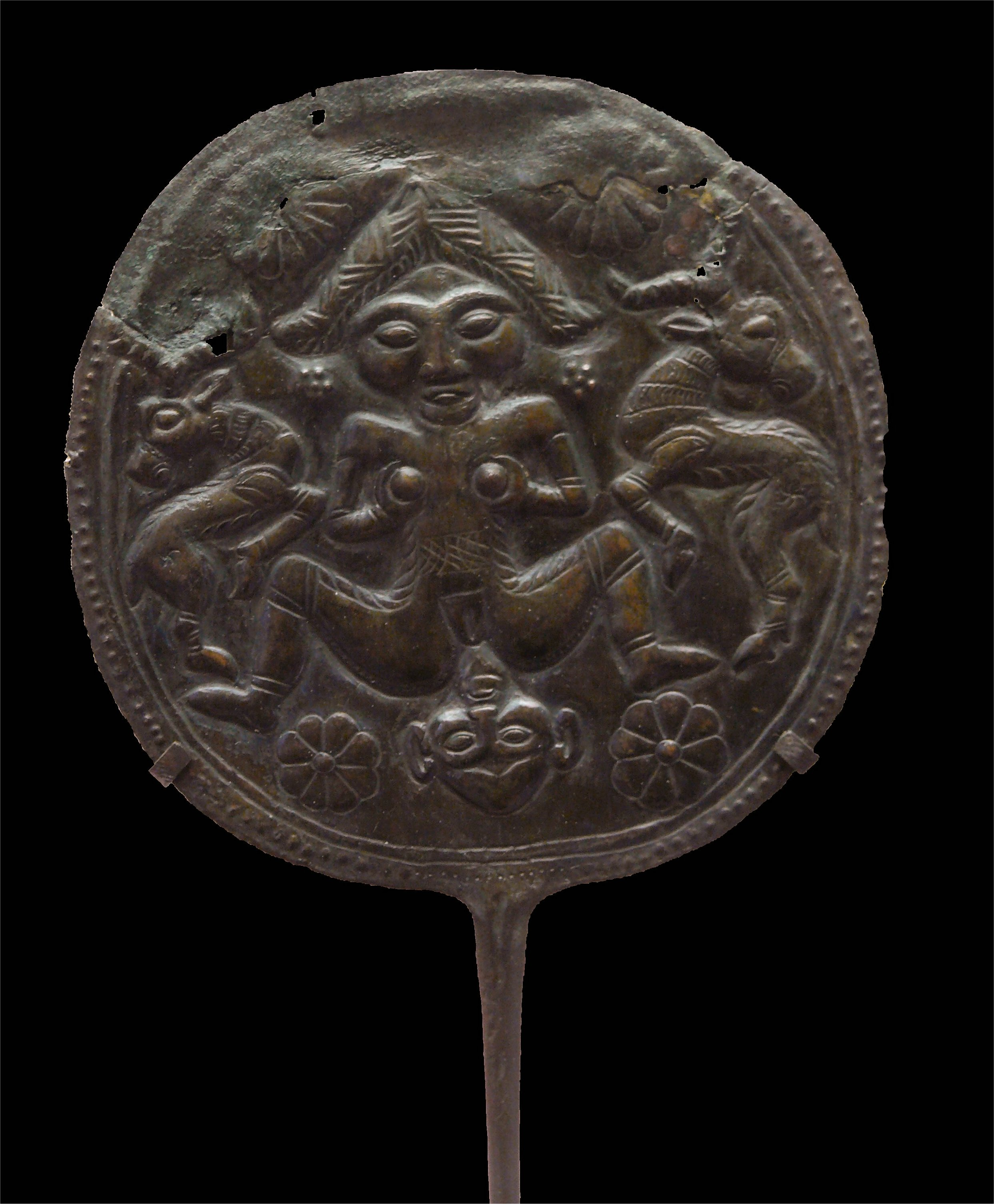
لورستان برونزية، شظية تظهر امرأة تلد بين اثنين من الظباء، مزينة بالورود، العصر الحديدي (1500-700 قبل الميلاد) في متحف اللوفر

### الوصف
ألم التقلصات يمكن وصفه كالشعور بتشنجات الحيض القوية جداً، يتم تشجيع النساء للامتناع عن الصراخ، ولكن يشجع الأنين والشخير ليساعد في التخفيف من الألم. التتويج يمكن تجربته كتمدد شديد وحرق. حتى النساء اللواتي يعانين من ردات فعل لألم المخاض، بالمقارنة مع نساء أخريات، يظهرن ردات فعل حادة تجاه التتويج.
المخاض الرجعي هو مصطلح يطلق على ألم معين يحدث في منطقة الظهر الخلفية، أعلى بقليل من العصعص، أثناء الولادة.

### الجانب النفسي

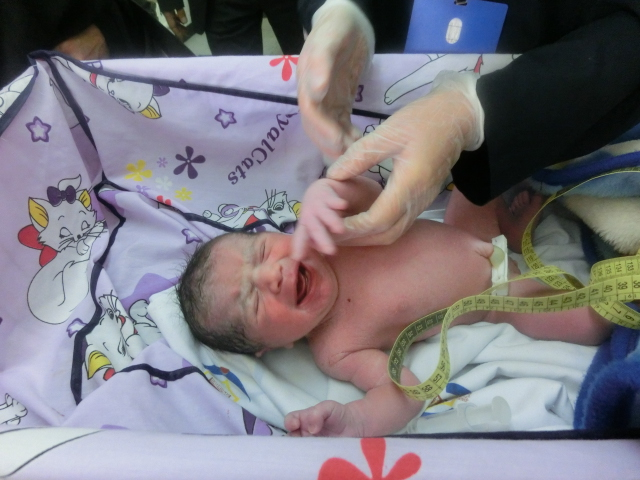
طفل حديث الولادة عمره 30 دقيقة. الممرضة تقدم بعض الرعاية بعد الولادة.

رضيع عمره 30 دقيقة. الممرضة تقدم بعض الرعاية بعد الولادة. الولادة يمكن أن تكون حدثًا عظيمًا ومليئًا بالعواطف، الإيجابية منها والسلبية، يمكن أن تكون ظاهرياً. الخوف غير الاعتيادي والدائم من الولادة يسمى فوبيا الحمل والولادة.
خلال المراحل اللاحقة من الحمل هناك زيادة في مستوى الأوكسيتوسين، هو الهرمون المسؤول عن الرضا، والتقليل من الخوف، ومشاعر من الهدوء والأمن في الجو المحيط. يتم إفراز الأوكسيتوسين عند المخاض عندما يحفز الجنين عنق الرحم والمهبل، يعتقد أنه يلعب دورًا مهمًا بين الأم وطفلها الرضيع، وبناء سلوك الأم. أيضاً رعاية الطفل الرضيع تساعد في إفراز الأوكسيتوسين.
ما بين 70٪ و 80٪ من أمهات الولايات المتحدة أظهرن الشعور بالحزن أو «الكآبة النفسية» بعد الولادة. الأعراض يمكن أن تظهر من بضع دقائق حتى ساعات قليلة في اليوم ويجب أن تخف وتختفي خلال أسبوعين من الولادة. اكتئاب ما بعد الولادة يمكن أن يظهر عند بعض النساء؛ حوالي 10٪ من أمهات الولايات المتحدة ظهرت لديهن هذه الحالة، العلاج الوقائي الجماعي أثبت فعاليته للوقاية من اكتئاب ما بعد الولادة.

## الولادة الطبيعية

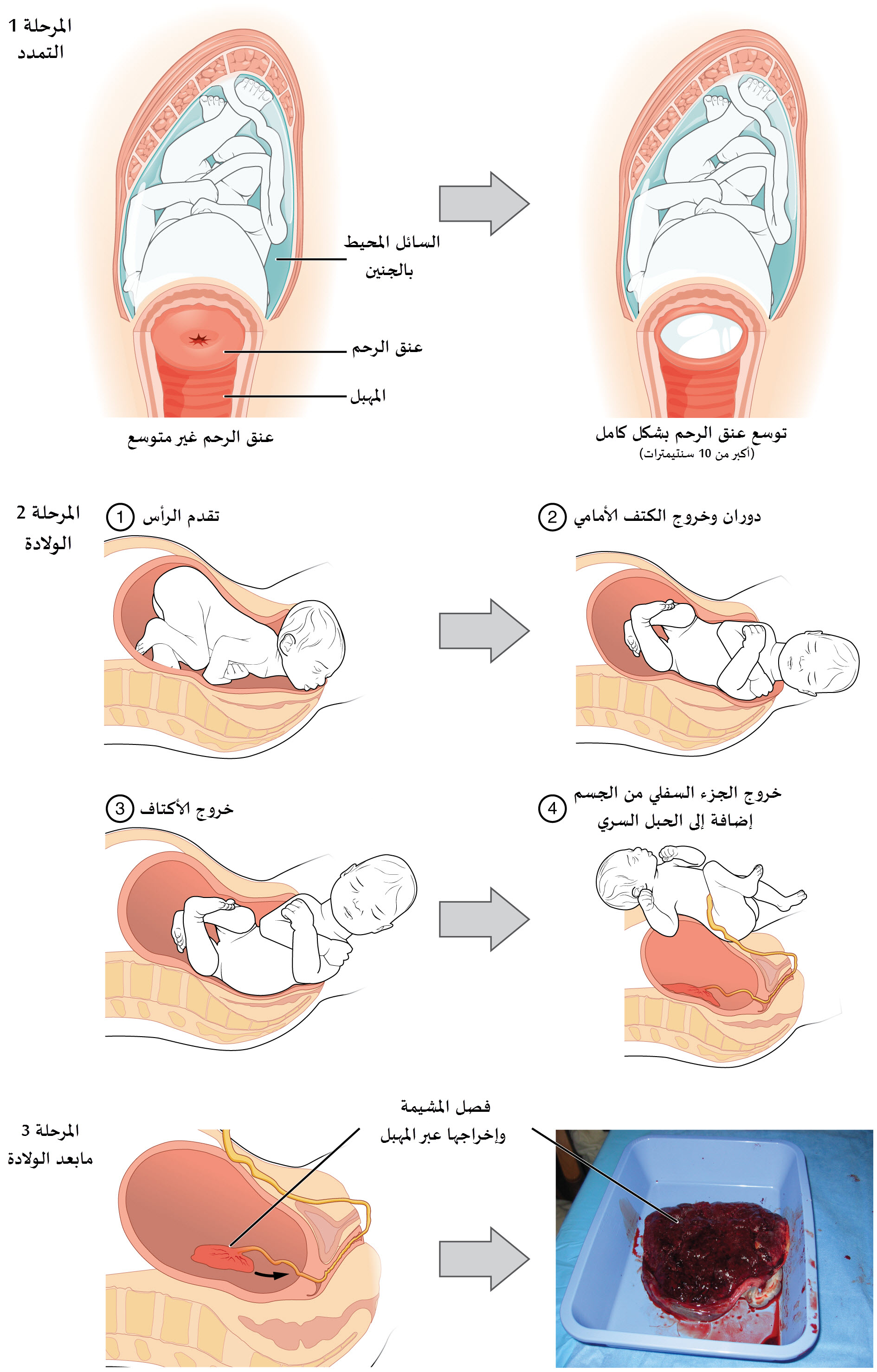
تسلسل الصور يبين مراحل الولادة الطبيعية

البشر هم من ثنائيات الأرجل في حالة منتصبة، هذه الحالة المنتصبة تساعد في وضع ثقل البطن على قاع الحوض، هو تركيب معقد لا يدعم فقط الوزن ولكن يسمح لثلاث قنوات بالمرور خلالها: مجرى البول، المهبل والمستقيم. رأس الرضيع وكتفاه يجب أن يمروا خلال تسلسل معين من المناورات ليمر خلال حلقة لحوض الأم.
ست مراحل من ولادة قمة الرأس «الظهور الأول للرأس»:
1- إشراك رأس الجنين عن طريق الوضع العرضي. بحيث يواجه رأس الطفل الحوض للأم بوركها الأول أو الآخر.
2- نزول وانثناء رأس الجنين.
3- الدوران الداخلي. يدور رأس الجنين بمقدار 90 درجة بوضعية الخلفي-الأمامي بحيث يكون وجه الطفل باتجاه المستقيم للأم.
4- الولادة عبر التوسع. يمر رأس الجنين من قناة الولادة. تتم إمالة رأسه للأمام بحيث تساعد مقدمة رأسه لتمهيد الطريق خلال المهبل.
5- تصحيح الوضعية. يدور رأس الجنين 45 درجة لاستعادة الوضع الطبيعي مع الأكتاف، التي لا تزال مع زاوية.
6- الدوران الخارجي. تعيد الأكتاف الحركة الدورانية للرأس، التي يمكن ملاحظتها من خلال الحركات النهائية لرأس الجنين.
الموقف يشير إلى علاقة الجنين الذي يظهر مستوى الأشواك الإسكية، عندما يكون الجزء الظاهر في الأشواك الإسكية يكون الموقف هو صفر (مرادف للاشتراكية). إذا كان الجزء الجنيني الظاهر فوق الأشواك، المسافة تقاس وتوصف بالسالب، التي تتراوح ما بين -1 و -4سم.
إذا كان الجزء الظاهر فوق الأشواك، المسافة تقاس بالموجب (+1-إلى +4سم). إذا كانت +3 و +4 فإن الجزء الظاهر يكون في العجان ويمكن رؤيته.
قد يتغير شكل رأس الجنين بشكل كبير ومؤقت (أصبحت بطول أكبر) من خلال تحركها عبر قناة الولادة. هذا التغير في شكل رأس الجنين يسمى التقولب ويكون شائعاً أكثر عند النساء اللواتي يحظين بالولادة المهبلية الأولى.

### بداية المخاض
هناك العديد من التعريفات لبداية المخاض، منها:
انقباضات الرحم المنتظمة على الأقل كل ست دقائق مع دليل على حدوث تغيير باتساع عنق الرحم أو ضمور الرحم من خلال الفحص الدوري المتوالي.
التقلصات العادية تحدث في أقل من 10 دقائق واتساع عنق الرحم أو ضموره.
على الأقل 3 انقباضات طبيعية للرحم تكون شديدة خلال فترة مقدارها 10 دقائق، كل منها يدوم لأكثر من 45 ثانية.
للاستفادة من توحيد المصطلحات، المرحلة الأولى من المخاض تقسم إلى «كامنة» و «نشطة»، بحيث المرحلة الكامنة يتم شملها بتعريف المخاض وأحياناً لا.
تشير بعض التقارير إلى أن بداية المخاض تكون شائعة في وقت متأخر من الليل أو ساعات الصباح الباكر. قد يكون هذا نتيجة التآزر بين زيادة الميلاتونين والأوكسيتوسين ليلاً.

### المرحلة الأولى: المرحلة الكامنة
المرحلة الكامنة من المخاض تدعى أيضاً المرحلة الهادئة، المخاض البادري أو ما قبل المخاض. هو تقسيم فرعي للمرحلة الأولى.
يتم تعريف المرحلة الكامنة بشكل عام بنقطة البداية عندما تشعر المرآة بتقلصات الرحم العادية. وفي المقابل، انقباضات براكستون هيكس، هي انقباضات تحدث لمدة 26 أسبوع من الحمل وتسمى أحياناً «المخاض الكاذب»، يجب أن تكون غير متكررة، غير منتظمة، وتتضمن التشنج المعتدل فقط.
ضمور الرحم، هو ترقق وتمدد عنق الرحم، واتساع عنق الرحم يحدث خلال الأسابيع الأخيرة من الحمل وعادة ما تكون كاملة أو شبه كاملة، بحلول نهاية المرحلة الكامنة.[بحاجة لمصدر] درجة ضمور الرحم يمكن تحديدها من خلال الفحص المهبلي. عنق الرحم«الطويل» يشير إلى أن الضمور الكلي لم يحدث بعد. المرحلة الكامنة تنتهي بعد بدء المرحلة الأولى من المرحلة النشطة، ويعرف هذا التحول بشكل رجعي.

### المرحلة الأولى: المرحلة النشطة
المرحلة النشطة من المخاض (أو«المرحلة الأولى من المرحلة النشطة» إذا سميت المرحلة السابقة بالمرحلة الأولى من المرحلة الكامنة) لديها تعريفات مختلفة جغرافياً. في الولايات المتحدة، تعريف المرحلة النشطة يتم تغييرها من 3-4-5 سم لاتساع عنق رحم المرأة نتيجة الولادات تعريف المرحلة النشطة في مجلة بريطانية تعاني من تقلصات متكررة لمدة أطول من 5 دقائق، بالإضافة إلى اتساع عنق الرحم 3سم أو أكثر المتكررة، و 6 سم للنساء اللواتي لم يحملن من قبل. ويتم ذلك في محاولة لزيادة معدلات الولادة المهبلية.
تعريف المرحلة النشطة في مجلة بريطانية تعاني من تقلصات متكررة لمدة أطول من 5 دقائق، بالإضافة إلى اتساع عنق الرحم 3سم أو أو ضمور الرحم بنسبة 80٪ أو أكثر.
في السويد، المرحلة النشطة من المخاض تبدأ عندما يتم استيفاء معيارين من هذه المعايير:
- 3-4 انقباضات كل 10 دقائق.
- تمزق الأغشية.
- اتساع عنق الرحم من 3-4سم.

مقدمو الرعاية الصحية يقيّمون سير عملية المخاض عن طريق فحص عنق الرحم لتحديد مستوى اتساع الرحم، الضمور أو التوقف. هذه العوامل تشكل درجة الأسقف. درجة الأسقف تستخدم أيضاً للتنبؤ بنجاح تحفيز المخاض.
خلال الضمور، يصبح عنق الرحم من الجزء السفلي للرحم. خلال الانقباض، انكماش عضلات الرحم يسبب قصر الجزء العلوي ودفع الجزء السفلي للأعلى، في حركة دفع تدريجية.[بحاجة لمصدر] الجزء الجنيني الظاهر يبدأ بالنزول. الاتساع الكلي يتم الوصول إليه عند اتساع عنق الرحم بشكل كافٍ ليسمح بمرور رأس الجنين، حوالي 10 سم من الاتساع بمفهوم الطفل.
مدة المخاض تختلف بشكل كبير، ولكن متوسط المرحلة النشطة يصل إلى 8 ساعات للمرأة التي تلد لأول مرة («الولادة البكرية») وتكون أقصر للنساء اللواتي سبق لهن الولادة («الولادة المتكررة»). يتم تعريف إطالة المرحلة النشطة في النساء اللواتي يحملن للمرة الأولى بفشل اتساع عنق الرحم بمعدل1.2سم/ساعة على مدى ساعتين على الأقل. يستند التعريف على منحنى فريدمان، الذي يبين العلاقة بين المعدل الطبيعي لاتساع عنق الرحم ومقدار نزول الجنين خلال المرحلة النشطة. بعض المتدربين يلاحظون «فشل الولادة»، وبالتالي، يقترح التدخل للحصول على فرص لنتائج صحية.

### المرحلة الثانية: خروج الجنين

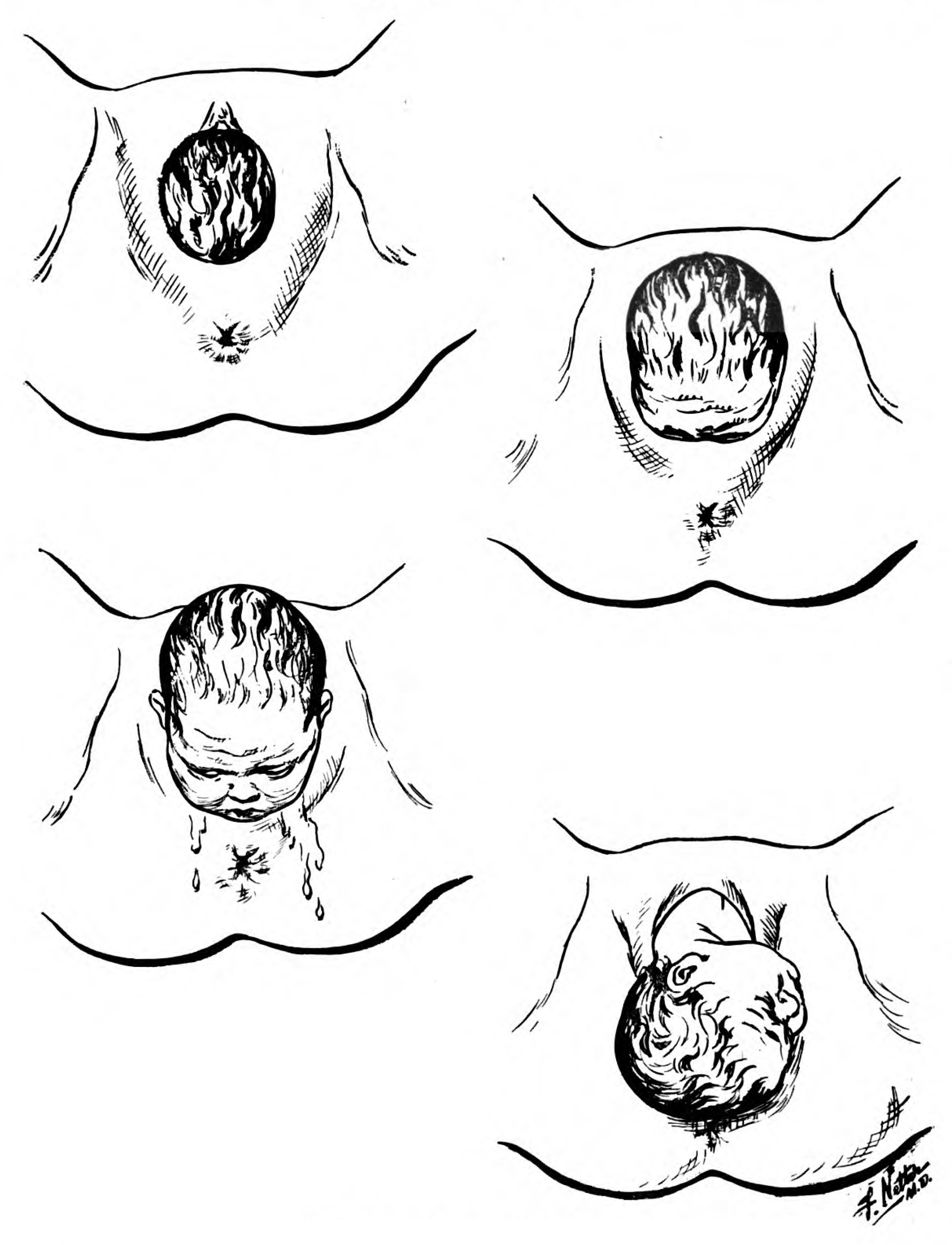
مراحل ولادة رأس الطفل. (بقلم فرانك نيتر)

مرحلة الخروج (يتم تحفيزها من خلال البروستاغلاندين والأوكسيتوسين) تبدآ عندما يتسع عنق الرحم كلياً، وتنتهي بولادة الطفل. كلما ازداد الضغط على عنق الرحم، يبدأ لدى المرأة الإحساس بالضغط على الحوض والرغبة في الدفع. في بداية المرحلة الثانية الطبيعية، الرأس يوجد بشكل مناسب في الحوض؛ أعرض منطقة من الرأس عبرت خلال مدخل الحوض. يتابع رأس الجنين العبور خلال الحوض تحت العانة وإلى خارج فتحة المهبل. يتم هذا بفضل جهود الأم عن الطريق «الشد السفلي» أو الدفع. ظهور رأس الجنين من فتحة المهبل يطلق عليها مرحلة «التتويج». في هذه المرحلة، تحس المرأة بالحرق الشديد أو الإحساس بالوخز.
عندما لا يتمزق الكيس الأمنيوزي أثناء المخاض أو الدفع، لا يمكن للطفل أن يولد مع الأغشية سليماً، يطلق عليه اسم «الولادة داخل الكيس الأمنيوسي».
الخروج الكامل للطفل يشير إلى النجاح التام للمرحلة الثانية من المخاض.
الوضعيات الأمثل خلال الولادة:
- التمدد في السرير مع دعم الظهر بالوسادات
- الاستلقاء على أحد الجانبين
- الوقوف بشكل مستقيم
- الجثو على الركبتين والمرفقين- قد تساعدك في حال كنت تعانين من الام ظهر سابقة

تختلف المرحلة الثانية من الولادة حسب عوامل عدة منها كثرة الإنجاب (عدد الأطفال الذي تم إنجابهم)، حجم الجنين، التخدير ووجود العدوى.
استغراق المخاض لفترة طويلة وتعذر الولادة الطبيعية المهبلية التلقائية وزيادة الإصابة بالعدوى، تهتك العجان، والنزيف التوليدي، وزيادة حاجة الجنين للرعاية الطبية.

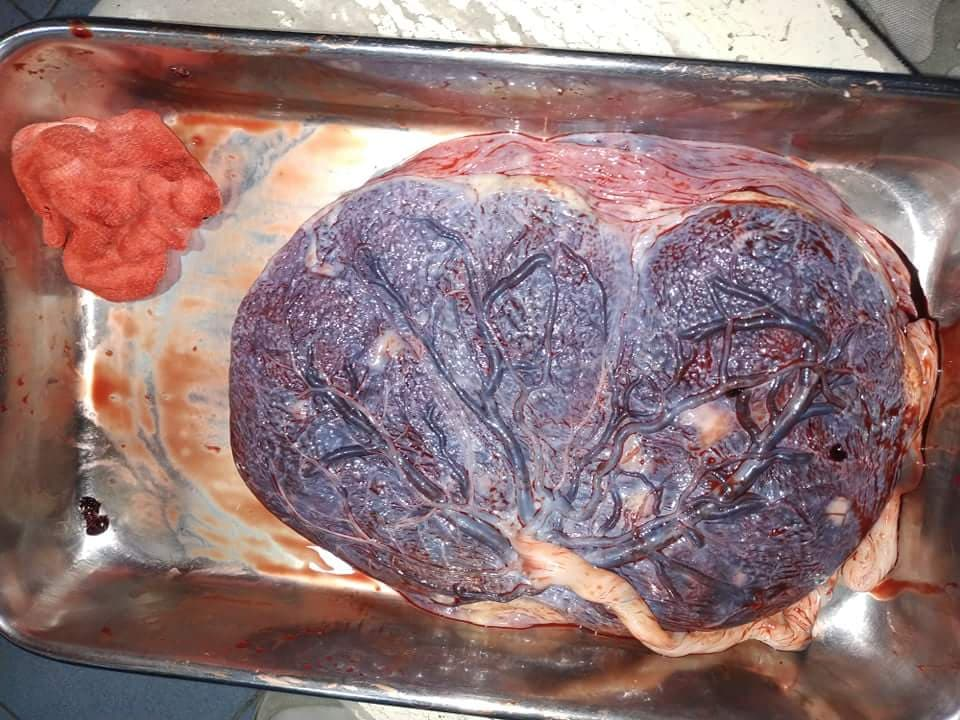
خروج المشيمة

### المرحلة الثالثة: خروج المشيمة

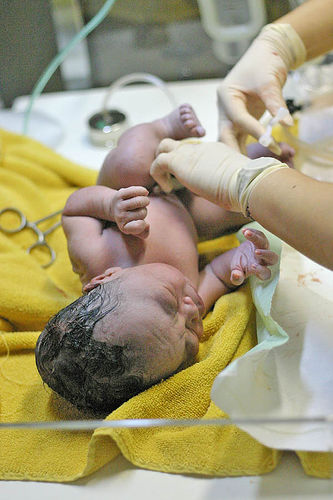
طفل حديث الولادة على أهبة الاستعداد لالتقاط الحبل السري

الفترة الممتدة ما بين خروج الرضيع وبعد خروج المشيمة تسمى المرحلة الثالثة من المخاض أو مرحلة الارتداد. يبدأ خروج المشيمة عن طريق الانفصال الفيزيائي عن جدار الرحم. يقدر الزمن اللازم لولادة الطفل وخروج المشيمة بشكل كلي من 10-12 دقيقة. يعتمد على نشاط وإدارة الموقف في ما لا يقل عن 3٪ من جميع الولادات المهبلية. مدة المرحلة الثالثة أطول من 30 دقيقة وتزيد من القلق حول المشيمة المحتبسة.
خروج المشيمة يمكن إدارته بنشاط أو بترقب لعمل على خروج المشيمة من غير مساعدة طبية. يمكن وصف الإدارة الفعالة بتقديم الأدوية القابضة للرحم خلال دقيقة واحدة من ولادة الجنين، سحب الحبل السري والتدليك بعد خروج المشيمة، يليه تدليك الرحم لمدة 15 دقيقة كل ساعتين. في بيان مشترك، من منظمة الصحة العالمية، والاتحاد الدولي لأمراض النساء والتوليد والاتحاد الدولي للقابلات يوصي بالإدارة النشطة للمرحلة الثالثة من المخاض في جميع الولادات المهبلية للمساعدة في منع نزيف ما بعد الولادة.
تأخير التقاط الحبل السري لمدة دقيقة على الأقل بعد الولادة يحسن من النتائج طالما هناك قابلية لعلاج الصفار إذا حدث. في بعض مراكز الولادة، يتم تأخير ذلك لمدة 5 دقائق أو أكثر، أو إزالته تماماً. تأخير التقاط الحبل يقلل خطر الإصابة بفقر الدم ولكن يزيد من خطر الإصابة باليرقان. الالتقاط يتبعه قطع الحبل السري، الذي يكون غير مؤلم بسبب غياب الأعصاب.

### المرحلة الرابعة

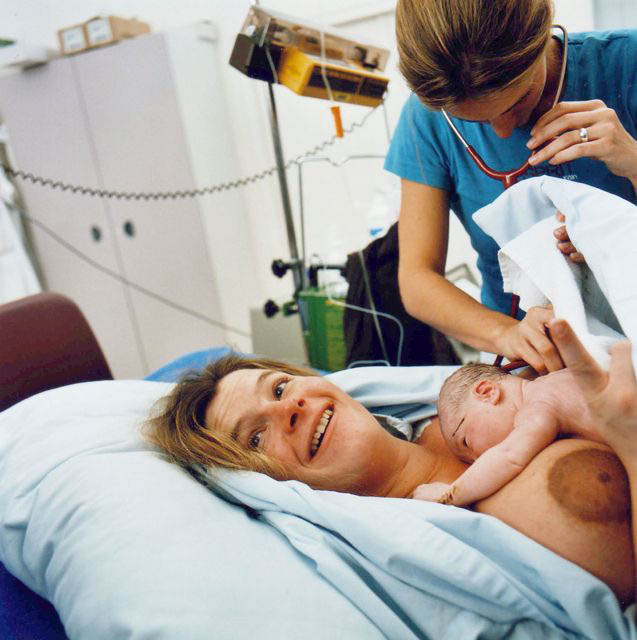
طفل حديث الولادة يرتاح بينما يتأكد مقدم الرعاية الصحية من أصرات التنفس

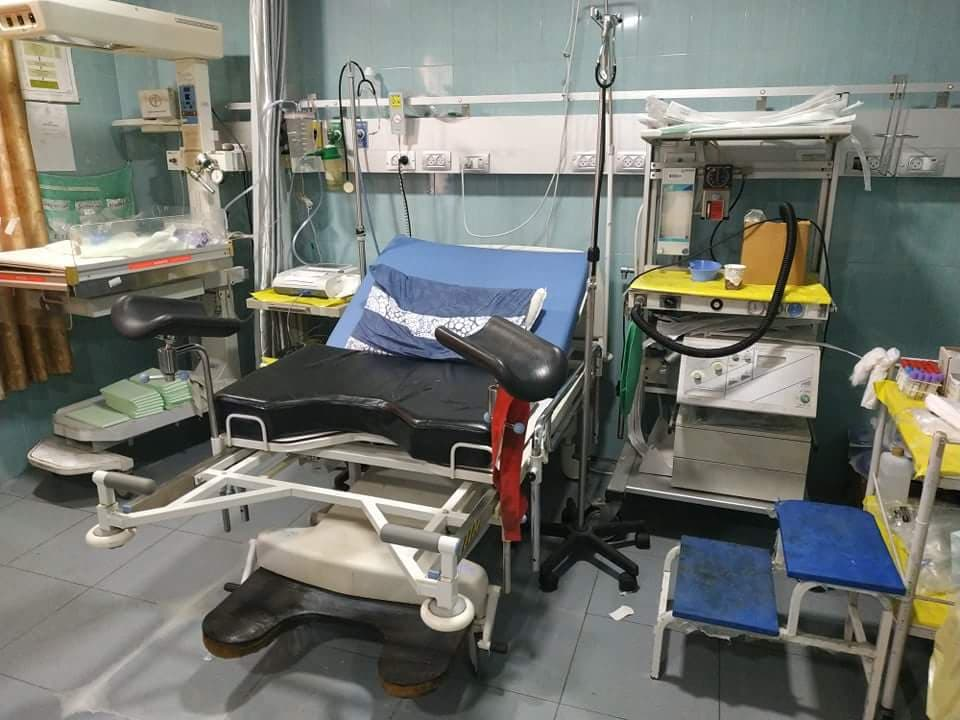
غرفة الولادة الطبيعية بعد ولادة الطفل

«المرحلة الرابعة من المخاض» تبدأ مباشرة بعد ولادة الطفل، وتمتد لمدة 6 أسابيع. وغالباً ما يستخدم مصطلح «بعد الولادة» لوصف هذه الفترة. هو الوقت الذي يعود فيه جسم الأم، متضمناً لمستوى الهرمونات وحجم الرحم، يعود إلى وضعة الطبيعي ومقدرة المولود الجديد للتكيف على العيش خارج جسم الأم. تصف منظمة الصحة العالمية فترة ما بعد الولادة بأنها أهم مرحلة ولكن الأكثر إهمالاً في حياة الأمهات
و الأطفال. معظم حالات الوفاة تحدث خلال فترة ما بعد الولادة.
بعد الولادة إذا عانت الأم من تفسخ أو تمزق العجان، يتم خياطته. يجب أن تخضع الأم لتقييمات منتظمة حول انقباضات الرحم ومستوى التقعر، والنزيف المهبلي، معدل ضربات القلب وضغط الدم، والحرارة، بعد أول 24 ساعة من الولادة. يتم توثيق خروج البول خلال 6 ساعات. ألم بعد الولادة (يشبه ألم انقباضات الحيض)، تقلصات الرحم لمنع تدفق الدم المفرط، تستمر لعدة أيام. الإفرازات المهبلية، يطلق عليها «هلابة» يتوقع أن تستمر لعدة أسابيع؛ في البداية تكون حمراء فاتحة، تصبح تدريجياً وردية، تتحول إلى البني، وبالنهاية إلى الأصفر أو الأبيض.
حتى وقت قريب الأطفال اللذين يولدون في المستشفيات ويتم إبعادهم عن أمهاتهم لفترة قصيرة بعد الولادة إلا عندما يحين موعد الطعام. يتم إخبار الأم بأن وضع الطفل في الحاضنة يكون أكثر أماناً وهذا الفصل يمنح الأم مزيداً من الوقت للراحة. بدأ السلوك يختلف، بعض المستشفيات يقدمون عرض «المصاحبة» بعد فترة من الإجراءات الروتينية للمستشفى والمراقبة، الرضيع يمكن أن يشارك الأم بنفس الغرفة.
مع ذلك، مزيد من المعلومات الأخيرة بدأت في التشكيك بالممارسة القياسية لإزالة الأطفال بعد الولادة مباشرة لإجراءات ما بعد الولادة الروتينية قبل إعادته إلى الأم. منذ حوالي 2000 عام، بدأت بعض السلطات تشير إلى أن الاتصال من الجلد إلى الجلد (وضع الطفل عارياً على صدر الأم) يمكن أن يفيد الأم والرضيع. من خلال الدراسات على الحيوانات أشارت أن الاتصال الحميم من الجلد إلى الجلد يحفز السلوك العصبي، الذي يؤدي إلى تلبية الحاجات البيولوجية الأساسية كنموذج، وقد تم القيام بالدراسات الحديثة للتقييم، إذا كان هناك أي فائدة للاتصال المباشر من الجلد إلى الجلد بين الأمهات وأطفالهم. النشرة الطبية 2011 تشير إلى دراسة مثيرة وجدت أن الاتصال المبكر من الجلد إلى الجلد، في بعض الأحيان تسمى رعاية الكنغر، أدت إلى تحسن نتائج الرضاعة الطبيعية، واستقرار القلب والجهاز التنفسي، والتقليل من بكاء الطفل. دراسات نشرات كوكرين وجدت أن الاتصال من الجلد إلى الجلد عند الولادة يقلل من بكاء الطفل، يحافظ على دفء الطفل ويحسن من التفاعل بين الأم والطفل، وتحسين فرص الرضاعة الطبيعية الناجحة.
اعتباراً من 2012، الاتصال من الجلد إلى الجلد في الولادة المبكرة أيدت من قبل جميع المنظمات الرئيسة المسؤولة عن صحة الرضيع، تتضمن الأكاديمية الأمريكية لطب الأطفال. تنص منظمة الصحة العالمية «عملية ولادة الطفل لا تنتهي حتى يتم نقله الآمن من المشيمة إلى تغذية الثدي.» ينصح بوضع الطفل من الجلد إلى الجلد مع الأم، وتأجيل أي إجراءات روتينية على الأقل 1-2 ساعة. وتقترح منظمة الصحة العالمية أن أي ملاحظات أولية للرضيع يمكن القيام بها على مقربة من الأم، وأن الفصل حتى لو كان لفترة قصيرة قبل الحصول على التغذية الأولى يمكن أن يعكر صفو العلاقة بين الأم والطفل. وينصح الباحثون بالاتصال الدائم من الجلد إلى الجلد باستمرار خلال الأيام الأولى بعد الولادة، خاصة إذا انقطع الاتصال لفترة وجيزة بعد الولادة. المعهد الوطني للرعاية والصحة المتميزة ينصح بتأجيل بعض الإجراءات مثل الوزن، القياسات، والاستحمام لمدة ساعة لضمان الفترة الأولية لاتصال الجلد مع الجلد بين الأم والرضيع.

## الإدارة
الولادة تتم بمساعدة العديد من المتمرسين: أطباء التوليد والأسرة والقابلات. لحالات الحمل المنخفضة هؤلاء الثلاث فئات تؤدي إلى نفس النتائج.

### الإعدادات
الأكل والشرب أثناء المخاض هو مساحة للجدل، البعض جادل بأن الأكل أثناء المخاض ليس له أضرار على النتائج، ولكن القلق استمر بشأن زيادة حدوث الشفط (الاختناق بالأطعمة المأكولة حالياً) في حالات الولادة المستعجلة لزيادة استرخاء المريء أثناء الحمل، والضغط المتولد للأعلى من الرحم على المعدة، وإمكانية التخدير العام في حالة القيصرية الطارئة. نشرة كوكران 2013 وجدت أن التخدير الجيد مع التوليد لا يوجد أي تغيير في الأضرار من الأكل والشرب أثناء المخاض من اللواتي لا يحتجن العملية الجراحية. وأيضاً يقرون بأن عدم الأكل لا يعني معدة فارغة أو أن محتوياتها ليست حمضية. وصلوا إلى أن «النساء لهن حرية اختيار الأكل والشرب أثناء المخاض، أو لا، كما يحلو لهن».
في وقت من الأوقات كانت حلاقة المنطقة حول المهبل شائعة؛ لأن إزالة الشعر تقلل من العدوى، ويجعل من شق العجان (عملية جراحية لتوسيع مدخل المهبل) أسهل، ويساعد في الولادة بالعملية. حالياً تعتبر أقل شيوعاً، ولكنها تبقى عادة روتينية في بعض الدول. نشرة كوكران 2009 لم تجد دليلاً على الفائدة من هذه الممارسة. ولكنها وجدت بعض الآثار الجانبية بما في ذلك التهيج، الاحمرار، وخدوش سطحية متعددة من الحلاقة. عادة أخرى للتقليل من العدوى هو استخدام مطهر الكلوروهكسدين أو محلول يود البروفيدون للمهبل. الأدلة على فوائد الكلوروهكسدين غير متوفرة. تقل مخاطر استخدام يود البروفيدون عندما يتعين القيام بالعملية القيصرية.

### الإدارة النشطة
الإدارة النشطة للمخاض تتضمن العديد من مبادئ الرعاية، تشمل التحقق المستمر من اتساع عنق الرحم. إذا لم يتسع عنق الرحم، يتم تقديم الأوكسيتوسين. نتائج هذه الإدارة تقلل من عدد الولادات القيصرية، ولكنها لا تؤثر على نسبة الولادة المهبلية. 75٪ من النساء أثبتن رضاهن سواء مع الإدارة النشطة أو الرعاية العادية.

### تنشيط المخاض والولادة القيصرية الاختيارية

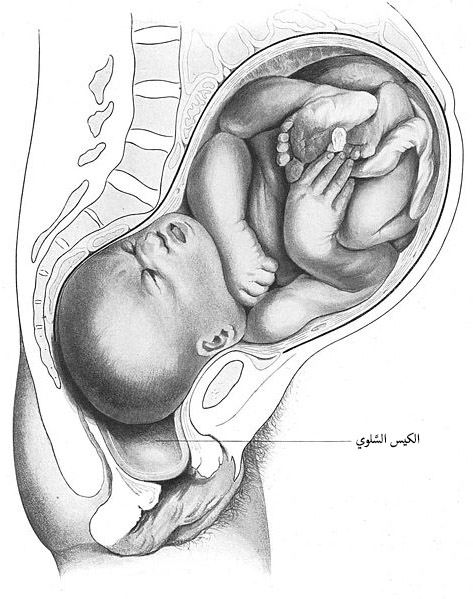
بعد أن يمر الطفل من خلال المهبل يجب أن يعبر الحوض السفلي

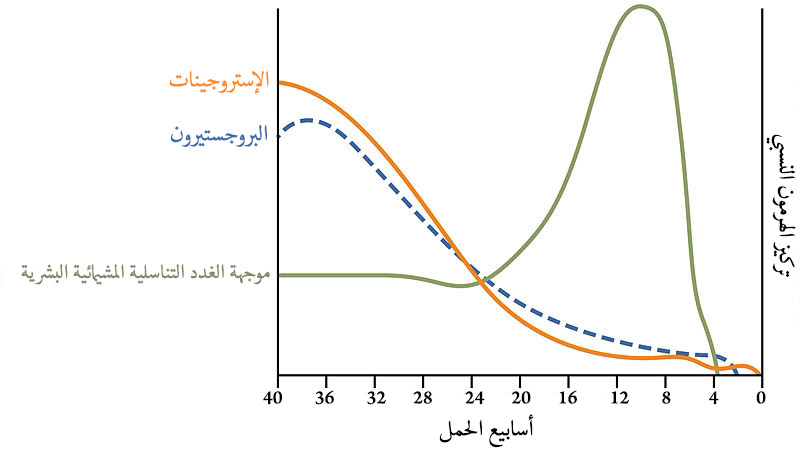
الهرمونات التي تحفز بدء المخاض

في كثير من الحالات وبزيادة متكررة، تتحقق الولادة من خلال تحفيز المخاض أو العملية القيصرية. الولادة القيصرية هي خروج الطفل عن طريق شق جراحي في البطن، وليس من خلال المهبل. الولادة عن طريق العملية القيصرية ازدادت بمقدار 50٪ في الولايات المتحدة من 1996 إلى 2006 وتشكل 32٪ من الولادات في الولايات المتحدة وكندا. تحفيز الولادة أو العملية القيصرية قبل الأسبوع 39 من الحمل يمكن أن تضر الطفل كما أنها تسبب الضرر أو لا تعود بالفائدة على الأم. لذا توصي العديد من المبادئ بعدم تحفيز الولادة أو العملية القيصرية قبل الأسبوع 39 من الحمل.
معدل الولادة المستحثة في الولايات المتحدة يصل إلى 22٪، وأصبحت أكثر من الضعف من 1996-2006.
معدل الولادة القيصرية في الولايات المتحدة وكندا هو 32٪ وزادت إلى 50٪ في الولايات المتحدة من 1996-2006.
الشروط الصحية تستدعي تحفيز المخاض والولادة القيصرية تشمل الحمل أو ارتفاع ضغط الدم المزمن، تسمم الحمل، تسمم الحمل الشديد، مرض السكري، تمزق الأغشية المبكر، تقييد نمو الجنين الشديد، والحمل بعد فترة زمنية طويلة. العملية القيصرية تكون ذات فائدة لكلا الأم والطفل من حيث مؤشرات معينة منها فيروسات الأم (نقص المناعة البشرية/الإيدز)، تشوه الجنين، وضع القعود، الضائقة الجنينية، تعدد الحمل، الحالات الطبية للأم التي يمكن أن تسوء بسبب المخاض أو الولادة المهبلية.
حقن الأوكسيتوسين هو العامل الأكثر استخداماً للتحفيز في الولايات المتحدة، ويستخدم لتنشيط انقباضات الرحم. طريقة أخرى لتحفيز المخاض هو شق الغشاء الأمنيوسي، التمزيق الاصطناعي للكيس الأمنيوسي تسمى (بضع السلى)، أو تحفيز حلمة الثدي. بلوغ الرحم يمكن أن يتحقق من خلال استخدام أنبوب القسطر أو استخدام البروستغلاندين الاصطناعي مثل الميسوبرستول. تم نشر العديد من طرق التحفيز في عام 2011.
المبادئ التوجيهية للكونغرس الأمريكي لأطباء النساء والتوليد (الفريق التعاوني) تطلب تقييمًا كاملًا للأم والجنين، وضع عنق الرحم، ولا يقل عن 39 أسبوعًا كاملًا من الحمل لصحة أفضل لحديثي الولادة خلال التحفيز الاختياري للمخاض، لكل هذه المبادئ التوجيهية، قد تكون الشروط التالية مؤشراً للتحفيز، تشمل:
- انفصال المشيمة الباكر
- التهاب السلى
- تسوية الجنين مثل المناعة تؤدي إلى تحلل كريات الدم الحمراء أو قلة السائل المنوي لحديث الولادة.
- وفاة الجنين
- ارتفاع ضغط الدم أثناء الحمل
- حالات الأم مثل سكري الحمل أو أمراض الكلى المزمنة
- تسمم الحمل أو تسمم الحمل الشديد
- تمزق الأغشية المبكر
- الحمل في عمر متأخر

يتم تحريض المخاض لأسباب لوجستية، مثل بعد المشفى أو ظروف نفسية، في هذه الحالات تحديد العمر يكون مهم، والنمو الكامل للرئة يجب تحديده عن طريق الفحص.
لاحظ الفريق التعاوني موانع استخدام تحفيز المخاض هي نفسها للولادة المهبلية التلقائية، بما في ذلك الأوعية المنزاحة، المشيمة الكاملة المنزاحة، تدلي الحبل السري أو عدوى الأعضاء التناسلية بالهربس البسيط.

### السيطرة على الألم

#### السيطرة اللادوائية
بعض النساء يفضلن تجنب الدواء المسكن للألم أثناء الولادة.
الأدوية التفسية يمكن أن تكون ذات فائدة. آخر نشرة كوكران عن نشرات الأنظمة تتضمن التداخلات اللادوائية، أساليب الراحة، الغمر في الماء، التدليك، والوخز بالإبر يمكن أن يخفف الألم، الوخز بالإبر والراحة يمكن أن تقلل من الحاجة إلى العمليات القيصرية المطلوبة. الغمر في المياه يخفف الألم خلال المرحلة الأولى من المخاض ويقلل الحاجة إلى المخدر ويقلل من المدة الزمنية للمخاض، مع ذلك الأمان والغمر خلال الولادة والولادة بالمياه، لم يتم إثباتها أو ربطها بفوائد تعود للأم والرضيع.
بعض النساء يفضلن وجود شخص لدعمهن أثناء المخاض والولادة، مثل القابلات، الممرضات، أو مستشارات الولادة، أو شخص عادي مثل الأب أو أحد أفراد العائلة، أو صديق مقرب. الدراسات وجدت أن الدعم المستمر أثناء المخاض والولادة يقلل من الحاجة للأدوية أو العملية القيصرية أو عملية الولادة المهبلية. يؤدي إلى تحسين أبكر للطفل.
حقن كميات قليلة من الماء المعقم مباشرة في الجلد أو تحت الجلد في أماكن عدة على الظهر هي طريقة لتخفيف الألم أثناء المخاض، ليس هناك دليل واضح على وجود فائدة.

#### السيطرة الدوائية
تدابير مختلفة للسيطرة على الألم مختلفة في مستويات النجاح والآثار الجانبية بالنسبة للأم وطفلها. في بعص دول أوروبا، يصف الأطباء عادة بخاخات أكسيد النيتروز للتحكم بالألم، خاصة التي تتضمن 53٪ من أكسيد النيتروز، 47٪ أكسجين، المعروفة باسم حقن المفاصل الملتهبة؛ في المملكة المتحدة، القابلات يستخدمن هذا الغاز بدون وصفة طبية. المواد الأفيونية مثل الفنتانيل يمكن استخدامها، ولكن إذا أعطيت في فترة قريبة من الولادة تزيد من خطورة انهيار الجهاز التنفسي عند الأطفال.
التحكم في الألم الطبي في المستشفيات يتضمن التخدير الموضعي لفوق الجافية، والتخدير الشوكي. التخدير فوق الجافية طريقة آمنة وفعالة في التخفيف من الألم، ولكن تسبب إطالة في مرحلة المخاض، وعمليات تداخلية بمقدار أكبر (خصوصاً الولادة بالعملية)، وزيادة في السعر. بشكل عام، الألم، وهرمونات التوتر تزداد لدى النساء اللواتي لم يخضعن للتخدير، ولكن يقل الألم، الخوف، وهرمونات التوتر بعد تقديم المخدر، ولكن يرتفع لاحقاً. الدواء الذي يتم تقديمه من فوق الجافية يعبر المشيمة ويدخل إلى مجرى الدم للرضيع. ليس للتخدير فوق الجافية أثر على زيادة خطر الولادة القيصرية، وليس لها تأثير فوري على الأطفال حديثي الولادة التي تم تحديدها حسب درجات أبجار.

### المضاعفة

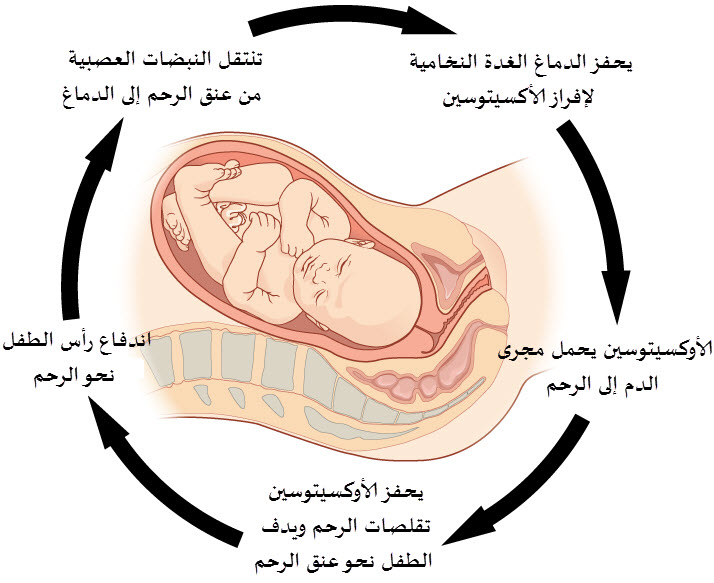
الأوكسيتوسين يسهل المخاض و يتبعه ردات فعل ايجابية

المضاعفة هي عملية تسهيل المخاض، يستخدم الأوكسيتوسين لزيادة معدل الولادة المهبلية في النساء اللواتي لديهن بطء في المخاض.
يسهل الأوكسيتوسين من المخاض، ويتبعه الهديد من ردود الأفعال الايجابية. استخدام مضادات التشنج (مثل هييوسين بيوتل برومايد) لا يعتبر رسمياً مثل المضاعفة، ولكن هناك دليل ضعيف على أنها تقلل من الفترة الزمنية للمخاض. لا يوجد هناك أدلة كافية لايجاد خلاصة حول الآثار غير المرغوب فيها للأمهات والأطفال.

### شق العجان
تحدث دموع المهبل في الولادة، في معظم الأحيان عند فتحة المهبل التي يعبر منها رأس الطفل، خاصة إذا نزل رأس الطفل بسرعة. الدموع تتضمن الجلد العجاني، ويمكن أن تمتد إلى العضلات والعضلة القابضة الشرجية والشرج. يمكن أن تقرر القابلة أو طبيب النسائية والتوليد عمل جراحة في منطقة العجن لتسهيل الولادة ومنع الدموع الكثيرة التي يصعب علاجها. نشرة كوكران ل 2012 قارنت الحاجة إلى شق العجان (التقيد) مع شق العجان الروتيني لتحديد الفوائد والمضار لكل من الأم والطفل. النشرة بينت أن مبادئ شق العجان التقيدي قدم فوائد أكثر من شق العجان التقليدي. يواجه النساء صدمة أقل لشق العجان، صدمة أقل لشق العجان الخلفي، خياطة أقل ومضاعفات علاجية أقل خلال 7 أيام مع عدم وجود اختلاف في الألم، تبول لا إرادي، الجنس المؤلم أو رضح مهبلي/عجاني بعد الولادة، وجد أن المرأة تصاب بشكل أكبر من التلف العجاني الأمامي مع شق العجان التقيدي.

### الولادة بالعملية
يمكن استخدام ملقط التوليد أو المحجم لتسهيل الولادة.

### الولادة المتعددة
في حالة ظهور رأسي التوأم (رأس الطفل الأول للأسفل)، يمكن للتوأم أن يولدا عن طريق المهبل. في بعض الحالات تتم الولادة في غرفة أكبر أو داخل غرفة العمليات، في حالة حدوث مضاعفات. مثل:
- كلا التوأمان ولدا عن طريق المهبل. يمكن أن يحدث ذلك عندما يكون الرأسان ظاهران أو أحد الرأسان ظاهر مع مؤخرة الطفل الآخر و/أو بمساعدة الملقط أو المحجم.
- أحد التوأمين ولد عن طريق المهبل والآخر عن طريق العملية القيصرية.
- إذا اشترك التوأمان بأي جزء من أجزاء الجسم- يسمى التوأم المتلاصق - تكون الولادة بالعملية القيصرية.

### الدعم

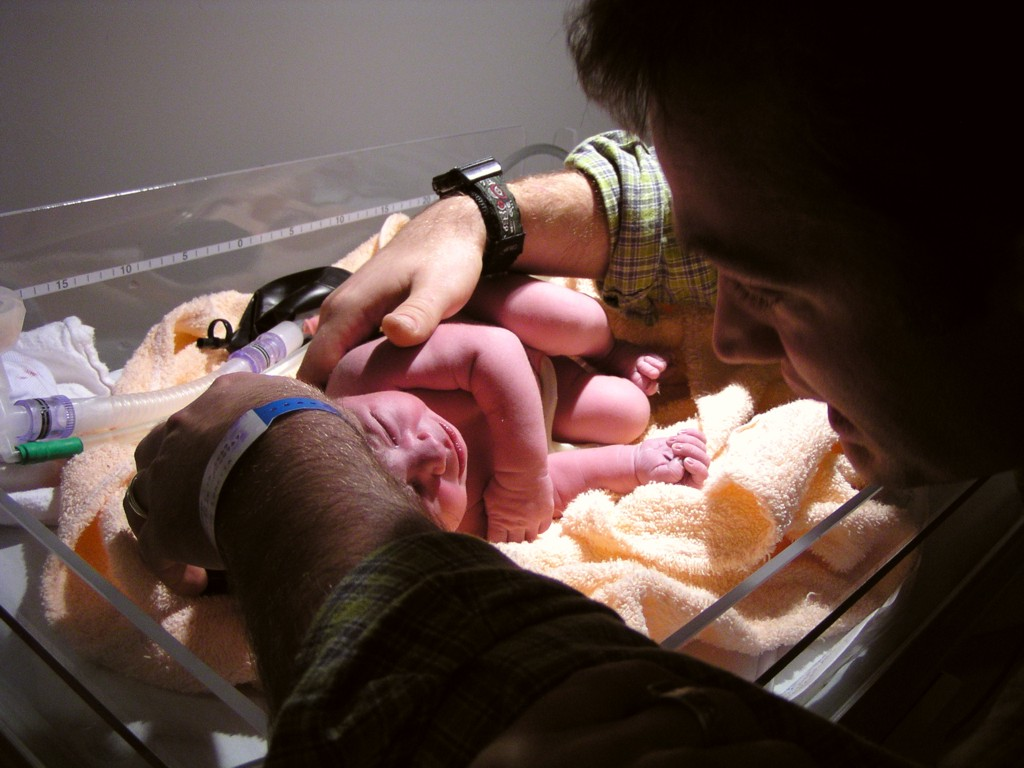
طفل في حوض تدفئة بحضور أبيه

تاريخياً كانت المرأة تمر بالمخاض وتلد بحضور ودعم امرأة أخرى. ولكن في الوقت الحالي الذي تلد فيه النساء في المستشفيات أكثر من المنزل، أصبح الدعم استثنائياً أكثر من أنه قاعدة. عندما كانت المرأة حامل قبل 1995 كان الرجل لا يستطيع الدخول إلى غرفة الولادة. لا يهم حتى إذا كانت ولادة منزلية: كان ينتظر الزوج بالطابق السفلي أو بغرفة أخرى في المنزل. إذا كانت بالمشفى ينتظر الزوج بغرفة الانتظار. «كان زوجها حاضراً ولطيفاً، ولكن، أضافت كيربي، كل امرأة صالحة تحتاج إلى رفقة من نفس جنسها.»
رعاية الولادة تخضع المرأة إلى إجراءات روتينية، التي يكون لها آثار سلبية على عملية المخاض. الرعاية الداعمة أثناء المخاض قد تتضمن الدعم النفسي، تدابير الراحة، والمعلومات والدعاء الذي يمكن أن يحفز المخاض، وكذلك مشاعر المرأة للتحكم والسيطرة، هذا يقلل من الحاجة إلى تدخل العمليات. الدعم المستمر يمكن أن يكون من قبل الطاقم الطبي مثل الممرضات والقابلات ومستشارات الولادة، أو مع صحبة أحد النساء من مجتمعهم. هناك أدلة بازدياد أن مشاركة الأب في الولادة يحسن من الولادة ونتائجها، مع ملاحظة أن الأب لا يوجد لديه قلق مفرط.
نشرة كوكران الأخيرة التي تضمنت أكثرمن 15.000 امرأة في مدى واسع من الظروف والبيئات وجدت أن "النساء التي تعاني من المخاض المستمر التي لديها قابيلة للولادة "تلقائياً"، أي تلد من غير عملية قيصرية أو شفاط أو ملقط. بالإضافة إلى ذلك، النساء اللواتي يستخدمن أدوية الألم بقلة، هن أكثر رضا، وتكون فترة المخاض لديهن قصيرة. أطفالهم أقل عرضة لانخفاض مقداره 5 دقائق من درجات أبجار.

### مراقبة الجنين

#### المراقبة الخارجية
لمراقبة الجنين خلال الحمل، يمكن استخدام سماعة الطبيب الثنائية البسيطة أو دوبلر مراقبة الجنين. هناك طريقة خارجية (غير موسع) لمراقبة الجنين أثناء الولادة هي مراقبة القلب، وذلك بمراقبة قلب الجنين عن طريق جهاز مراقبة القلب الذي يتكون من جهازي استشعار: مستشعر القلب عن طريق الموجات فوق الصوتية يشبه جهاز دوبلر لمراقبة الجنين، التي تبعث الموجات فوق الصوتية باستمرار وتكشف عن حركة القلب للجنين بالصوت المنعكس.
محول انقباض الضغط الحساس، يسمى مقياس قوة المخاض، لديه مساحة مسطحة يتم تثبيتها على الجلد عن طريق شريط حول الضغط اللازم لتمديد جزء من الجدار بالتعاون مع الضغط الداخلي، لذلك يمنح القدرة على تقدير الانقباض المراقبة عن طريق جهاز مراقبة قلب الجنين إما أن تكون متقطعة أو مستمرة.

#### المراقبة الداخلية
يمكن استخدام مياه الأم التي تنقطع قبل المراقبة الداخلية (الموسعة). مزيد من المراقبة الداخلية تتضمن أقطاب فروة الرأس لتعطي تقديراً إضافياً عن نشاط القلب للجنين، و/أو أنبوب الضغط داخل الرحم. يمكن أن تتطلب أيضاً اختبار درجة حموضة فروة الرأس.

## جمع الخلايا الجذعية
من الممكن جمع نوعين من الخلايا الجذعية أثناء الولادة: الخلايا الجذعية الأمنيوسية أو الخلايا الجذعية لدم الحبل السري.[بحاجة لمصدر] لجمع الخلايا الجذعية الأمنيوسية يجب زل السلى قبل أو أثناء الولادة.[بحاجة لمصدر] السائل الأمنيوسي يحتوي على الخلايا الجذعية الوسيطة ولكن دم الحبل السري يحتوي على كل من مكونات الدم والخلايا الجذعية الوسيطة.[بحاجة لمصدر] بالرغم من وجود العديد من التطبيقات المستقبلية للخلايا الجذعية، هناك عدد قليل من التطبيقات العلاجية الحالية للخلايا الجذعية.

## المضاعفات

العجز المصحح للحياة السنوي لظروف الأمهات لكل 100.000 نسمة في 2004
no data
less than 100
100–400
400–800
800–1200
1200–1600
1600–2000
2000–2400
2400–2800
2800–3200
3200–3600
3600–4000
more than 4000

العجز المصحح للحياة السنوي لظروف ما قبل الولادة لكل 100.000 نسمة في 2004
no data
less than 100
100–400
400–800
800–1200
1200–1600
1600–2000
2000–2400
2400–2800
2800–3200
3200–3600
3600–4000
more than 4000

معدل الوفيات الطبيعي للولادة، مع عدم فعل أي شيء لمحاولة تجنب وفاة الأم قدرت ب 1500 وفاة كل 100.000 نسمة.(انظر المقالة الرئيسية: وفاة الأطفال حديثي الولادة، وفاة الأمهات). كل سنة تموت 0.5 مليون امرأة نتيجة الحمل، 7 ملايين لديهم مضاعفات خطيرة على المدى البعيد، و 50 مليون لديهم آثار سلبية بعد الولادة.
الطب الحديث قلل من خطر الإصابة بالمضاعفات بعد الولادة. في الدول الغربية، مثل الولايات المتحدة الأمريكية والسويد، المعدل الحالي لوفيات الأمهات تم تقديره ب10 وفيات من كل 100.000 نسمة. ب.10 في حزيران من 2011، حوالي ثلث المواليد الأمريكيين لديهم مضاعفات، «العديد منها لها علاقة مباشرة بالأم»
مضاعفات الولادة يمكن أن تكون من الأم والطفل، على المدى الطويل أو القصير.

### قبل الأوان
معدل الوفيات لحديثي الولادة في الأسبوع 37 يكون حوالي 2.5 ضعف ما هو عليه في الأسبوع 40، ولكنها ارتفعت مقارنة بالأسبوع 38 من الحمل. هذه الولادات (على المدى المبكر) مرتبطة بزيادة معدل الوفاة في مرحلة الطفولة، بالمقارنة مع تلك التي تحدث على الأسبوع 39-40 («المدى الكامل»). ووجد الباحثون فوائد على المدى الكامل و«بدون أي آثار جانبية» على صحة الأمهات والأطفال.
الباحثون الطبيون وجدوا أن ولادة الأطفال حديثي الولادة قبل الأسبوع 39 يواجه العديد من المضاعفات (أكثر ب 2.5 ضعف في دراسة واحدة) بالمقارنة مع اللذين يولدون ضمن الأسبوع 39-40. المشاكل الصحية لأطفال حديثي الولادة تتضمن انهيار الجهاز التنفسي، اليرقان وانخفاض معدل السكر في الدم. الكونغرس الأمريكي لأطباء النساء والتوليد والسياسة الطبية عملت العديد من الأبحاث الدراسية وجدت ازديادًا في تلوث الدم المتوقع أو المثبت، متلازمة هبوط الجهاز التنفسي، انخفاض سكر الدم، الحاجة لدعم الجهاز التنفسي، الحاجة إلى العناية المركزة لحديثي الولادة، الحاجة إلى المبيت بالمستشفى>4-5 أيام. في حالة العمليات القيصرية، معدل الوفيات للجهاز التنفسي أكثر ب 14 مرة للمولودين في الأسبوع 37 منها في الأسبوع 40 من الحمل، و 8.5 مرة أكثر للمولودين بالعملية القيصرية على مدى 38 أسبوع. في هذه النشرة، لا يوجد هناك دراسات تدل على نقصان معدل الوفيات لحديثي الولادة بسبب الولادة من غير استشارة طبية (اختيارية) قبل الأسبوع 39.

### مضاعفات المخاض
المرحلة الثانية من المخاض يمكن أن تتأخر أو تطول بسبب:
- سوء التوليد (ولادة المؤخرة (مثلاً الأرداف أو القدمين أولاً)، الوجه، الجبين، أو غيرها)
- فشل نزول رأس الجنين من خلال حافة الحوض أو بين السناسن.
- ضعف قوة انقباض الرحم.
- توقف المرحلة النشطة.
- عدم تناسب الرأس والحوض.
- خلع الولادة.

يمكن ملاحظة التغييرات الثانوية: تورم في الأنسجة، استنفاذ الأمهات، معدل ضربات القلب غير الطبيعي للجنين، المضاعفات الشديدة غير المعالجة، موت الأم و/أو الطفل، الناسور الجنسي المهبلي.

### عسر الولادة
عسر الولادة، يعرف بشدود المخاض، عندما، ينقبض الرحم بشكل طبيعي، لا يخرج الطفل من الحوض أثناء الولادة بسبب الحجب جسدياً.

### المضاعفات الأمومية
الجروح المرافقة للولادة المهبلية مع شيوع التمزق الظاهر وشق العجان. تمزق الأنسجة الداخلية فضلاً عن تمزق أعصاب هيكل الحوض يؤدي في نسبة من النساء إلى هبوط، تبول أو إخراج لا إرادي أو عجز جنسي. خمسة عشر في المئة من النساء تعاني من التبول أو الإخراج اللاإرادي بعد الولادة، هدا العدد يزداد بشكل كبير بعد وصول النساء سن اليأس. الجروح المرافقة للولادة المهبلية هي محتمة، ولكن ليس كافياً، سبباً لاستئصال الرحم المرتبط بالهبوط في الحياة. مخاطر الإصابة بجروح خلال الولادة المهبلية تشمل:
- طفل يزن أكثر من 9 باوند.
- استخدام الملقط أو المحجم خلال الولادة. هذه العلامات من المرجح أن تكون إشارة إلى تشوهات بسبب أن الملقط والمحجم لا يستخدمان في الولادة الطبيعية.
- الحاجة إلى معالجة التمزقات بعد الولادة.

هناك أدلة أولية على أن المضادات الحيوية قد تساعد في منع التهابات الجروح في النساء مع الدرجة الثالثة أو الرابعة من التمزقات.
ألم حزام الحوض. الهرمونات والإنزيمات تعمل مع بعضها لينتج عنها استرخاء الحوض واتساع العانة خلال الأشهر الأخيرة من الحمل. معظم ألم الحزام يكون قبل الحمل. يعرف بترهل الارتفاق العاني. وتشمل العوامل المهيئة لألم الحزام البدانة الأمومية.العدوى تبقى المسبب الأساسي للوفيات والحالات المرضية في الدول النامية. كان عمل إجناس سيميلويس منوي في فسيولوجيا الأمراض والعلاج من حمى النفاس وإنقاذ أرواح الناس.
النزيف أو فقدان الدم الشديد، لا يزال المسبب الرئيسي لوفاة الأمهات أثناء الولادة في العالم هذه الأيام، خاصة الدول النامية. فقدان الدم الشديد يؤدي إلى صدمة فقدان الدم، ضخ كميات غير كافية للأعضاء الحيوية والموت إذا لم يتم علاجه. قد ينقذ نقل الدم أرواح الناس. واحدة من المضاعفات النادرة هي متلازمة قصور النخامية شيهان.
معدل وفيات الأمهات يختلف بحيث يكون 9 وفيات لكل 100.000 نسمة في الولايات المتحدة وأوروبا إلى أن يصل إلى 900 وفاة لكل 100.000 نسمة في جنوب الصحراء الكبرى في إفريقيا. كل عام، أكثو من 0.5 مليون امرأة خلال الحمل أو الولادة.

### المضاعفات الجنينة

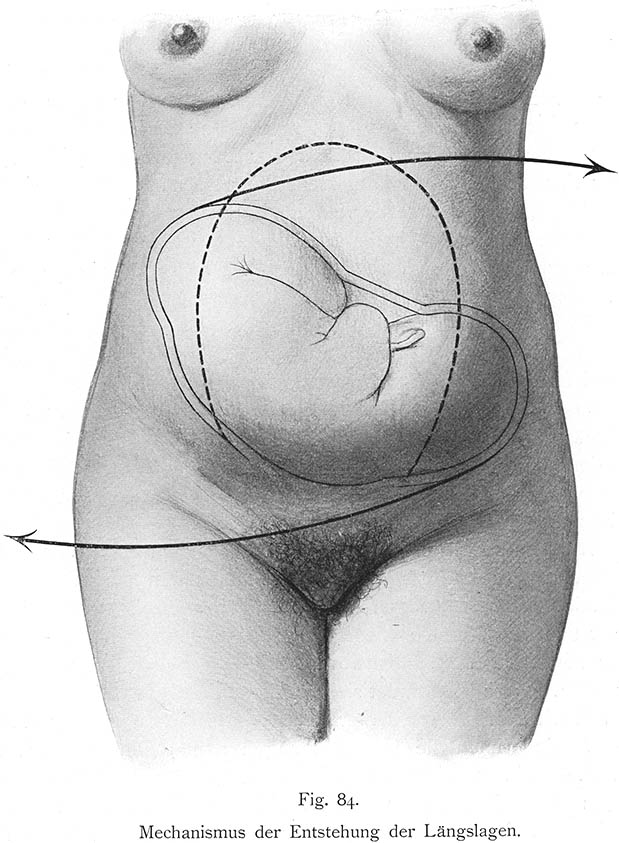
الإصابة الميكانيكية للجنين قد تمون بسبب الالتفاف غير الصحيح للجنين

#### إصابة الجنين الميكانيكية
خطر إصابة الجنين بالجروح أثناء الولادة تشمل عملقة الجنين (طفل ضخم)، البدانة الأمومية، الحاجة للولادة بالعملية، بالإضافة إلى عدم الخبرة. العديد من الحالات التي يمكن أن تسهم في إصابة المواليد كالوضعية المقعدية وعسر الولادة الناتج عن عجز الكتفين. معظم إصابات الجنين تنحل دون ضرر على المدى البعيد. ولكن قد تؤدي إصابة الضفيرة العضدية إلى الشلل الدماغي أو شلل كلمبكي.

#### عدوى حديثي الولادة

العجز المصحح للحياة السنوي لعدوى حديثي الولادة و ما بعدها لكل 100.000 نسمة في 2004. باستثناء الخدج و أطفال قليلي الوزن، الاختناق أثناء الولادة و صدمة الولادة التي يمتلك كل منها خرائط/بيانات خاصة بها.
no data
less than 150
150–300
300–450
450–600
600–750
750–900
900–1050
1050–1200
1200–1350
1350–1500
1500–1850
more than 1850

حديثو الولادة هم أكثر عرضة للعدوى في الشهر الأول من العمر. بعض الكائنات الحية مثل العقدية القاطعة للدر (المجموعة العقدية ب) هي من أكثر المسببات لعدوى حديثي الولادة. خطر الإصابة بالعقدية القاطعة للدر تتضمن:
- الخداج (الولادة قبل 37 أسبوع من الحمل).
- الأخوة اللذين لديهم عدوى حديثي الولادة.
- العمل لفترات طويلة أو تمزق الأغشية.

العدوى المنقولة جنسياً التي لم يتم علاجها مرتبطة مع الأمراض الخلقية أو عدوى الولادة، لا سيما في المناطق التي لا تزال فيها معدلات الإصابة بالعدوى عالية. معدل الوفيات الكلي للمولودين باكرِاً مرتبطة بمرض الزهري غير المعالج، على سبيل المثال، هو 30٪.

#### وفاة الأطفال حديثي الولادة
وفيات الرضيعين (وفاة حديثي الولادة من الولادة إلى 28 يوم، أو موت أطفال الخداج بما في ذلك موت الأجنة في أسبوع الحمل 28 أو بعده) هي حوالي 1٪ في البلدان الحديثة.
أهم العوامل التي تؤثر على معدل الوفيات أثناء الولادة هي التغذية المناسبة والحصول على الرعاية الطبية المناسبة (عملية الحصول تتأثر بتكاليف الرعاية المتاحة، والبعد عن الخدمات الصحية).[بحاجة لمصدر]
أبرزت دراسة 1983-1989 من قبل وزارة تكساس للخدمات الصحية الاختلافات في معدل وفيات حديثي الولادة بين حالات الحمل مع مخاطر قليلة أو كثيرة. معدل وفيات حديثي الولادة كان 0.57 للأطباء اللذين شهدوا ولادة ذات مخاطر كبيرة، تتشمن الخداج، ارتفاع ضغط الدم، سكري الحمل وعمليات قيصرية سابقة.

#### الاختناق أثناء الولادة
الاختناق أثناء الولادة هو انخفاض كمية الأكسجين المنقولة للدماغ والأنسجة الحيوية أثناء المخاض. هذا يمكن أن يتواجد في الحمل من الأصل بسبب مرض الأم أو الجنين، أو نادراً ما ينشأ من نفسه أثنائ المخاض. يمكن أن يعرف بالضائقة الجنينية، ولكن هذا المصطلح يمكن أن يكون متحيز ومضلل، الاختناق أثناء الولادة الحقيقي ليس شائعاً كما في السابق ويكون عادة مرتبط بأعراض أخرى خلال الفترة المباشرة بعد الولادة. المراقبة يمكن أن تظهر مشاكل خلال الولادة، ولكن تحليل واستخدام أجهزة المراقبة معقد ومعرض للتشويش، الاختناق أثناء الولادة يمكن أن يسبب ضعف على المدى البعيد، خاصة إذا أدى إلى تلف الأنسجة من الدماغ.

## المجتمع والثقافة

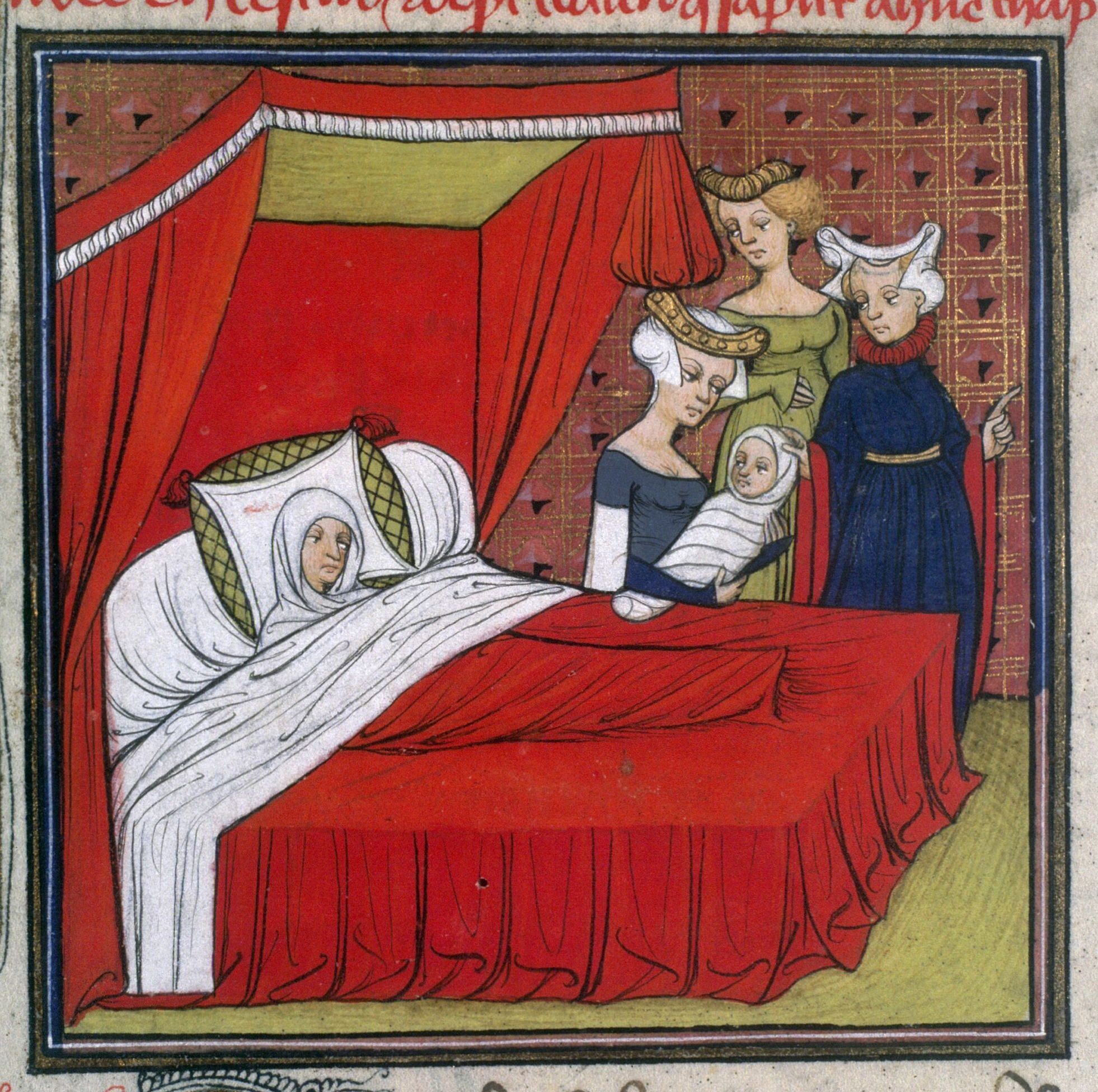
منمنمة من القرن 14 أو 15 تصور ولادة الأمير لويس الثامن في فرنسا.

تحدث الولادة بشكل روتيني بالمستشفيات في كثير من المجتمعات الغربية. قبل القرن 20 وفي بعض البلدان إلى يومنا هذا تحدث غالباً في المنزل.
في الغرب وبعض الثقافات الأخرى، العمر يحسب من تاريخ الولادة، وفي بعض الأحيان يتم الاحتفال بأعياد الميلاد سنوياً. عمر الشرقيين يقاس بداية من حديثي الولادة "1"، ويزداد كل سنة قمرية جديدة.
بعض الأسر ترى المشيمة كجزء خاص من الميلاد، بما أنها الداعمة لحياة الجنين للعديد من الأشهر. المشيمة يمكن أن تؤكل من قبل عائلة المولود الجديد، في المراسم، أو غير ذلك (للتغذية، معظم الحيوانات تفعل ذلك بالفطرة). في الآونة الأخيرة هناك العديد من أخصائيي الولادة يغلفون المشيمة لاستخدامها كدواء مشيمة للنساء بعد الولادة.
الموقع الذي تحدث فيه الولادة تحديداً هو عامل مهم لتحديد الجنسية، لا سيما الولادة على متن الطائرات والسفن.

### المنشآت
في ما يلي المنشآت التي تهدف بشكل خاص إلى النساء أثناء الولادة:
جناح الولادة، يدعى أيضاً جناح المخاض والولادة، هو قسم من المستشفى يهدف إلى تقديم الرعاية الصحية للنساء وأطفالهن خلال
بشكل عام ترتبط ارتباطًا وثيقًا بالعناية المركزة لحديثي الولادة و/أو وحدة جراحة التوليد إن وجدت. جناح الولادة أو جناح الأمومة يمكن أن يتضمن مرافق للولادة والراحة ما بعد الولادة ومراقبة الأمهات في الحالات الطبيعية والمعقدة.مركز الولادة يقدم بيئة مشابهة للمنزل، مراكز الولادة يمكن أن تكون قسمًا بالمستشفى أو قائمة بذاتها (أي إنها ليست تابعة للمستشفى).بالإضافة أنه يمكن الحصول على ولادة بالمنزل.

### مهن ذات علاقة

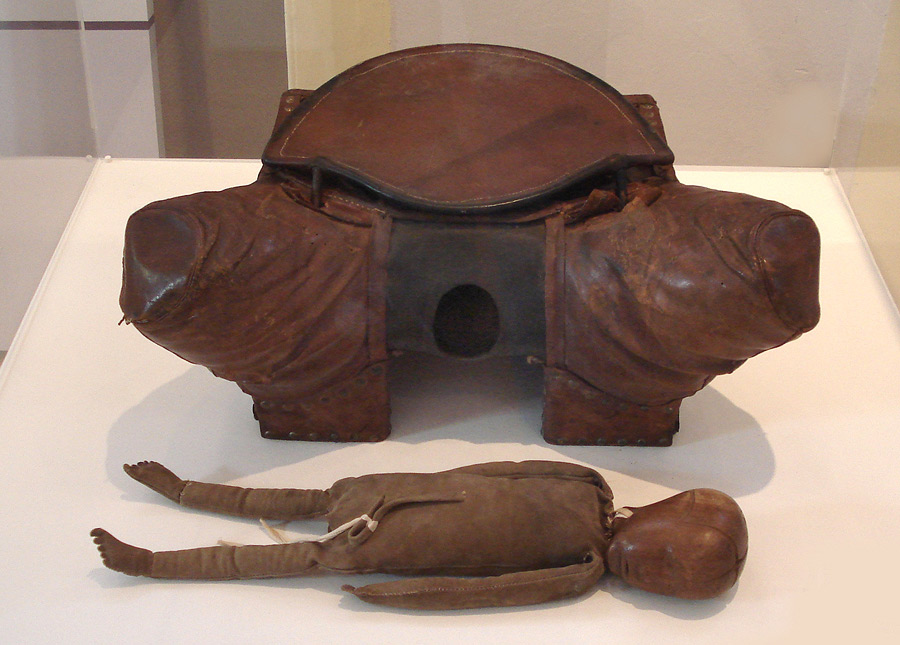
نموذج من الحوض المستخدم في القرن 19 لتعليم التقنيات الناجحة للولادة. متحف تاريخ الطب، بورتو أليغري، البرازيل

فئات مختلفة من الحاضرين للولادة يمكنهم تقديم الدعم والرعاية خلال الحمل والولادة، على الرغم من وجود اختلافات هامة بين هذه الفئات المعتمدة على التدريب المهني والمهارات، التنظيمات التدريبية، فضلاً عن طبيعة الرعاية المقدمة.
«معلمي الولادة» هم موجهيت هدفهم تعليم المرأة الحامل وشريكها عن طبيعة الولادة، علامات المخاض ومراحله، أساليب الولادة، الرضاعة الطبيعية وتقديم العناية بالمولود الحديث. في الولايات المتحدة الأمريكية وأماكن أخرى، يوجد فصول للتدريب كمعلم للولادة الذي يوجد للمستشفيات أو من خلال المنظمات المستقلة مثل الولادة من الداخل، العمل بالولادة، أسلوب برادلي، فنون الولاد الدولية، كابا، هابيرث، هيبنوبيبيز، هيبنوبيرثينغ،[63] آي سي تي سي، آي سي إي إيه، لمازي، الخ. كل منظمة تعلم منهجها الخاص وكل منها يؤيد تقنيات مختلفة، ويمكن الحصول على معلومات كل منها من الموقع الإلكتروني الخاص بكل منها.
مستشاري الولادة هم المساعدين الذين يدعمون الأم خلال الحمل، المخاض، الولادة، وما بعد الولادة. لا يعتبروا من الطاقم الطبي، ولكن يوفرون الدعم النفسي وتخفيف الألم من غير أدوية للمرأة خلال المخاض. مثل مدربي الولادة وغيرهم من الموظفين المساعدين، الشهادات لممارسة الاستشارة ليس الزامياً، وبالتالي أي شخص يمكن أن يطلق على نفسه مستشار أو مدرب للولادة.
القابلات هن ممارسات مستقلات يقدمن الرعاية الصحية الأساسية والطارئة قبل وأثناء وبعد الولادة مع نساء لديهن مخاطر حمل قليلة. تم تدريب القابلات لتقديم المساعدة خلال المخاض والولادة سواء كان دخول مباشر أو من خلال التدريب التمريضي للقابلات. الشؤون القضائية لتنظيم مهنة القبالة تتطلب تدريب وهيئة تأديبية لمراقبة الجودة، مثل البورد الأمريكي للقبالة في الولايات المتحدة، كلية القابلات في بريطانيا الكولومبية في كندا أو مجلس التمريض والقبالة في المملكة المتحدة.
في الشؤون القضائية حيث أن القبالة ليست مهنة مؤهلة، القابلات التقليديات يقدمن المساعدة خلال الولادة، على الرغم من أنهن لا تعليم الرعاية والتدريب الرسمي.
الأطباء اللذين يمارسون التوليد يشملون الأطباء المختصين بالولادة وأطباء الأسرة والأطباء العموميين، بحيث تتضمن تدريباتهم، مهاراتهم وممارساتهم التوليد وبعض الجراحات العامة. هؤلاء الأطباء والجراحين يقدمون الرعاية بأشكال مختلفة للولادة الطبيعية وغير الطبيعية، وظروف المخاض المرضية. فئة الأطباء المختصين هم جراحين مؤهلين، لذلك هم قادرين على إجراء عمليات التوليد. بعض أطباء الأسرة والأطباء العموميين قادرون على التوليد. تشمل إجراءات التوليد الولادة القيصرية، شق العجان ومساعدة في الولادة. فئة المختصين بالولادة من الشائع تدريبهم بشكل مزدوج على أمراض النساء والتوليد، كما يمكن توفير رعاية طبية وجراحية أخرى للنساء بشكل عام، والمرأة يعناصر الرعاية الأولية في ممارساتها. أخصائيي طب الأمومة والجنين هم أطباء توليد وأمراض نسائية متخصصين في إدارة وعلاج الحمل ذو مخاطر كبيرة والولادة.
أطباء التخدير أو أخصائيي التخدير هم أطباء متخصصين لتخفيف الألم واستخدام الأدوية لتسهيل العملية الجراحية وبعض الآلام الأخرى. يمكن أن يسهمو في رعاية المرأة أثناء المخاض عن طريق التخدير فوق الجافية أو من هلال التخدير (تخدير العمود الفقري في كثير من الأحيان)للولادة القيصرية أو الولادة بالملقط.
ممرضات التوليد يقدمن المساعدة للقابلات، الأطباء، النساء والأطفال قبل وأثناء وبعد الولادة، حسب نظام المستشفى. ممرضات التوليد يحملن العديد من شهادات الخبرة، ويخضعن لتدريب التوليد الإضافي، بالإضافة إلى التدريب الأساسي للتمريض.

### التكاليف
وفقاً لتحاليل 2013 عن طريق صحيفة نيويورك تايمز وتم تقديمها عن طريق تحليلات الرعاية الصحية، تكلفة الولادة تتفاوت بشكل كبير حسب البلد. في الولايات المتحدة الأمريكية قيمة معدل المبلغ المدفوع من قبل شركات التأمين أو جهات دافعة أخرى في 2012 هي 9.775$ للولادة الطبيعية غير المعقدة و 15.041$ للولادة القيصرية. الرسوم الإجمالية لمرافق الرعاية الصحية ل 4مليون ولادة سنوياً في الولايات المتحدة قدرت ب 50 بليون $. التكلفة الكلية للخداج، الولادة، والعناية بحديثي الولادة هي 30.000$ للولادة المهبلية و50.000$ للولادة القيصرية.
في الولايات المتحدة الأمريكية، الولادات في المستشفى لا تزال في حاجة إلى استخدام وحدة العناية المركزة. الولادة المهبلية مع أو بدون تشخيص معقد والولادة القيصرية مع أو بدون المواكبة أو مواكبة كبرى تمثل أربعة أنواع من أصل خمسة عشر للإقامة في المستشفى مع انخفاض معدلات استخدام وحدة العناية المركزة (بحيث أقل من 20٪ من الزيارات تم قبولها في وحدة العناية المركزة). أثناء الإقامة مع خدمات وحدة العناية المركزة، حوالي20٪ من التكاليف تعزى إلى وحدة العناية المركزة.
نشرت دراسة 2013 للمجلة الطبية البريطانية المفتوحة أن هناك اختلاف متفاوت لتكاليف الولادة في المنشآت في كاليفورنيا، تتراوح ما بين 3.296$ إلى 37.227$ للولادة المهبلية ، من 8.312$ إلى 70.908$ للولادة القيصرية.
ابتداءً من 2014، بدأ المعهد الوطني للمملكة المتحدة للرعاية الصحية والتميز بتوصية النساء للولادة في المنزل بإشراف القابلات بدلاً من طبيب النسائية والتوليد، مشيراً إلى انخفاض النفقات والحصول على رعاية صحية أفضل. يبلغ متوسط الولادة المنزلية 1500$ مقابل حوالي 2500$ في المستشفى.